# Personaggi di Magica Doremì

I personaggi di Magica Doremì.

Lista dei personaggi della serie manga, anime e OAV di Magica Doremì.

## Apprendiste streghe
Doremì Harukaze (春風 どれみ?, Harukaze Doremi)
Doppiata da: Chiemi Chiba (ed. giapponese), Marcella Silvestri (ed. italiana)
La protagonista della serie, è una ragazzina energica, pasticciona e poco brava nello studio. Sua madre le ha insegnato a suonare il pianoforte e ama mangiare bistecche, il suo cibo preferito. Nella prima stagione diventa un'apprendista strega per far tornare Eufonia alle sue vere sembianze e comincia a lavorare al MAHO. Alla fine però sacrifica il suo Cristallo Fatato, simbolo del potere di una strega, per svegliare Lullaby da un sonno lungo cento anni. Nella seconda stagione torna un'apprendista dopo aver assistito alla nascita della piccola Hanna e lavora al Flower Garden MAHO. Oltre a prendersi cura della neonata, sostenendo degli esami pediatrici, Doremì deve anche difenderla dai maghi che vogliono rapirla. Quando Hanna viene maledetta dalla precedente Regina delle Streghe, Doremì sacrifica il suo Cristallo Fatato per salvarla, perdendo così i suoi poteri. Nella terza stagione torna ancora una volta ad essere un'apprendista, cominciando a lavorare allo Sweet House MAHO, e affronta insieme alle amiche delle prove di pasticceria per convincere il Consiglio delle streghe di essere degna di superare l'apprendistato. Nella quarta stagione aiuta insieme alle altre a far superare ad Hanna gli esami di apprendistato, essendo diventata un'apprendista; inoltre deve portare l'ex-Regina delle Streghe a risvegliarsi. Tuttavia alla fine di tutto, dopo una lunga riflessione, rinuncia per sempre a diventare una strega per non perdere e continuare la sua vita nel mondo umano. La sua fatina è Dodò, il suo colore è il rosa e il suo Cristallo Fatato ha la forma di un fagiolo rosa.
- Presentazione: "Magi-Magia Doremì!" (「プリティーウィッチどれみっち！」? "Pretty Witch Doremi-cchi!")
- Incantesimo: "Magia della Musica, diffondi la Felicità!" (「ピリカピリララ ポポリナペペルト！」? "Pirika Pirilala Popolina Peperuto!")
- Cerchio Magico: "Magia della Musica, crea l'Armonia!" (「ピリカピリララ のびやかに！」? "Pirika Pirilala Nobiyaka Ni!")
- Incantesimo Giro di Do: "Magia della Musica Doremì!" (「ピリカパトレーヌ！」? "Pirika Patraine!")

Melody Fujiwara (藤原 はづき?, Fujiwara Hazuki, Hazuki Fujiwara)
Doppiata da: Tomoko Akiya (ed. giapponese), Giovanna Papandrea (ed. italiana)
Una ragazzina timida e dolce che porta gli occhiali, proviene da una famiglia ricca. È molto studiosa, ha paura dei fantasmi e suona il violino. È amica di Doremì fin dall'infanzia ed è innamorata ricambiata di Masaru Yada, un compagno di classe. Nella prima stagione diventa un'apprendista strega insieme a Doremì e Sinfony e comincia a lavorare al MAHO. Alla fine, però, sacrifica il suo Cristallo Fatato, simbolo del potere di una strega, per svegliare Lullaby da un sonno lungo cento anni. Nella seconda stagione torna un'apprendista dopo aver assistito alla nascita della piccola Hanna e lavora al Flower Garden MAHO. Oltre a prendersi cura della neonata, sostenendo degli esami pediatrici, Melody deve anche difenderla dai maghi che vogliono rapirla. Quando Hanna viene maledetta dalla precedente Regina delle Streghe, Melody sacrifica il suo Cristallo Fatato per salvarla, perdendo così i suoi poteri. Nella terza stagione torna ancora una volta ad essere un'apprendista, cominciando a lavorare allo Sweet House MAHO, e affronta insieme alle amiche delle prove di pasticceria per convincere il Consiglio delle streghe di essere degna di superare l'apprendistato. Nella quarta stagione aiuta insieme alle altre a far superare ad Hanna gli esami di apprendistato, essendo diventata un'apprendista; inoltre deve portare l'ex-Regina delle Streghe a risvegliarsi. Tuttavia alla fine di tutto, dopo una lunga riflessione, rinuncia per sempre a diventare una strega per non perdere e continuare la sua vita nel mondo umano. La sua fatina è Mimì, il suo colore è l'arancione e il suo Cristallo Fatato è un cuore arancio.
- Presentazione: "Magi-Magia Melody!" (「プリティーウィッチはづきっち！」? "Pretty Witch Hazuki-cchi!")
- Incantesimo: "Magia della Musica, diffondi la Bontà!" (「パイパイポンポイ プワプワプー！」? "Paipai Ponpoi Puwapuwa Puu!")
- Cerchio Magico: "Magia della Musica, crea la Melodia!" (「パイパイポンポイ しなやかに！」? "Paipai Ponpoi Shinayaka Ni!")
- Incantesimo Giro di Do: "Magia della Musica Melody!" (「パイパトレーヌ！」? "Paipai Patraine!")

Sinfony Senoo (妹尾 あいこ?, Senō Aiko, Aiko Senoo)
Doppiata da: Yuki Matsuoka (ed. giapponese), Serena Clerici (ed. italiana)
Una ragazzina forte e sicura di sé, è brava negli sport. Si è trasferita da Osaka e suona l'armonica a bocca. I suoi genitori sono divorziati e vive con il padre tassista, mentre la madre fa l'infermiera a Osaka. È estremamente sensibile, poiché si riesce a ferire facilmente i suoi sentimenti, ama molto i suoi cari e farebbe di tutto per loro; a volte può mancare di tatto. Vuole molto bene a entrambi e spera che un giorno tornino insieme, che accade poi nell'ultima stagione. Nella prima stagione diventa un'apprendista strega insieme a Doremì e Melody e comincia a lavorare al MAHO. Alla fine, però, sacrifica il suo Cristallo Fatato, simbolo del potere di una strega, per svegliare Lullaby da un sonno lungo cento anni. Nella seconda stagione torna un'apprendista dopo aver assistito alla nascita della piccola Hanna e lavora al Flower Garden MAHO. Oltre a prendersi cura della neonata, sostenendo degli esami pediatrici, Sinfony deve anche difenderla dai maghi che vogliono rapirla. Quando Hanna viene maledetta dalla precedente Regina delle Streghe, Sinfony sacrifica il suo Cristallo Fatato per salvarla, perdendo così i suoi poteri. Nella terza stagione torna ancora una volta ad essere un'apprendista, cominciando a lavorare allo Sweet House MAHO, e affronta insieme alle amiche delle prove di pasticceria per convincere il Consiglio delle streghe di essere degna di superare l'apprendistato. Nella quarta stagione aiuta insieme alle altre a far superare ad Hanna gli esami di apprendistato, essendo diventata un'apprendista; inoltre deve portare l'ex-Regina delle Streghe a risvegliarsi. Tuttavia alla fine di tutto, dopo una lunga riflessione, rinuncia per sempre a diventare una strega per non perdere e continuare la sua vita nel mondo umano e lei e suo padre tornano a Osaka dalla madre. La sua fatina è Fifì, il suo colore è l'azzurro e il suo Cristallo Fatato è un rombo blu.
- Presentazione: "Magi-Magia Sinfony!" (「プリティーウィッチあいこっち！」? "Pretty Witch Aiko-cchi!")
- Incantesimo: "Magia della Musica, diffondi la Verità!" (「パメルクラルク ラリロリポップン！」? "Pameruku Raruku Laliloli Poppun!")
- Cerchio Magico: "Magia della Musica, ora risplenda! [st. 1] / Magia della Musica, crea la Sinfonia!" (「パメルクラルク たからかに！」? "Pameruku Raruku Takaraka Ni!")
- Incantesimo Giro di Do: "Magia della Musica Sinfony!" (「パメルクパトレーヌ！」? "Pameruku Patraine!")

Lullaby Segawa (瀬川 おんぷ?, Segawa Onpu, Onpu Segawa)
Doppiata da: Rumi Shishido (ed. giapponese), Emanuela Pacotto (ed. italiana)
Una ragazzina molto famosa che fa la cantante e l'attrice (idol), all'inizio è apprendista di Malissa, rivale di Eufonia, e non esita a usare la magia per manipolare le persone, ma in seguito diventa amica di Doremì e le altre e decide di diventare apprendista di Eufonia, riuscendo a diventare più affidabile e meno arrogante e capricciosa. Molto elegante, vive con la madre, una ex cantante che le fa da manager, mentre suo padre, un macchinista ferroviario, è spesso lontano a causa del suo lavoro. Suona il flauto traverso e detesta i peperoni verdi. Alla fine della prima stagione, cade in un sonno lungo 100 anni perché ha usato spesso la magia per modificare i sentimenti delle persone, cosa non permessa; tuttavia, si sveglia grazie alle altre apprendiste, che sacrificano la loro magia per rompere l'incantesimo. Nella seconda stagione torna un'apprendista dopo aver assistito alla nascita della piccola Hanna e lavora al Flower Garden MAHO. Oltre a prendersi cura della neonata, sostenendo degli esami pediatrici, Lullaby deve anche difenderla dai maghi che vogliono rapirla. Quando Hanna viene maledetta dalla precedente Regina delle Streghe, Lullaby sacrifica il suo Cristallo Fatato per salvarla, perdendo così i suoi poteri. Nella terza stagione torna ancora una volta ad essere un'apprendista, cominciando a lavorare allo Sweet House MAHO, e affronta insieme alle amiche delle prove di pasticceria per convincere il Consiglio delle streghe di essere degna di superare l'apprendistato. Nella quarta stagione aiuta insieme alle altre a far superare ad Hanna gli esami di apprendistato, essendo diventata un'apprendista; inoltre deve portare l'ex-Regina delle Streghe a risvegliarsi. Tuttavia alla fine di tutto, dopo una lunga riflessione, rinuncia per sempre a diventare una strega per non perdere e continuare la sua vita nel mondo umano. La sua fatina è Lulù, il suo colore è il viola e il suo Cristallo Fatato è una lacrima viola.
- Presentazione: "Magi-Magia Lullaby!" (「プリティーウィッチおんぷっち！」? "Pretty Witch Onpu-cchi!")
- Incantesimo: "Magia della Musica, diffondi la Libertà!" (「プルルンプルン ファミファミファ！」? "Pururun Purun Famifami Fa!")
- Cerchio Magico: "Magia della Musica, ora risplenda! [st. 2] / Magia della Musica, crea l'Energia!" (「プルルンプルン すずやかに！」? "Pururun Purun Suzuyaka Ni!")
- Incantesimo Giro di Do: "Magia della Musica Lullaby!" (「プルルンパトレーヌ！」? "Pururun Patraine!")

Mindy Asuka (飛鳥 ももこ?, Asuka Momoko, Momoko Asuka)
Doppiata da: Nami Miyahara (ed. giapponese), Federica Valenti (ed. italiana)
Una ragazzina trasferitasi a New York quando era piccola, torna in Giappone nella terza stagione per aiutare le altre apprendiste ad imparare le basi della pasticceria. Dolce e un po' timida, ama le sfide. È anche molto sensibile e protettiva nei confronti delle cose alle quali tiene. Lavora duramente, ama il kendo e imparare cose nuove. Era l'apprendista della defunta Majo-Monroe, la prima amica avuta in America e che le ha insegnato l'inglese. All'inizio non parla bene il giapponese, che poi le viene insegnato da Doremì e le altre. Il suo tesoro più prezioso è un orecchino regalatole da Majo-Monroe prima di morire; le voleva così bene tanto da cercare di usare la magia proibita per riportarla in vita, frantumando così il suo Cristallo Fatato e tornando a essere un'apprendista, questa volta di Eufonia. Comincia a lavorare allo Sweet House MAHO e affronta insieme alle amiche delle prove di pasticceria per convincere il Consiglio delle streghe di essere degna di superare l'apprendistato. Nella quarta stagione aiuta insieme alle altre a far superare ad Hanna gli esami di apprendistato, essendo diventata un'apprendista; inoltre deve portare l'ex-Regina delle Streghe a risvegliarsi. Tuttavia alla fine di tutto, dopo una lunga riflessione, rinuncia per sempre a diventare una strega per non perdere e continuare la sua vita nel mondo umano. Alla fine della serie, torna in America. Suona la chitarra. La sua fatina è Nenè, il suo colore è il giallo e il suo Cristallo Fatato è un triangolo giallo.
- Presentazione: "Magi-Magia Mindy!" (「プリティーウィッチももこっち！」? "Pretty Witch Momoko-cchi!")
- Incantesimo: "Magia della Musica, diffondi la Serenità!" (「ペルタンペットン パラリラポン！」? "Perutan Petton Paralila Pon!")
- Cerchio Magico: "Magia della Musica, ora risplenda! / Magia della Musica, crea l'Allegria! [ep. 4×50]" (「ペルタンペットン さわやかに！」? "Perutan Petton Sawayaka Ni!")

Bibì Harukaze (春風 ぽっぷ?, Harukaze Poppu, Pop Harukaze)
Doppiata da: Sawa Ishige / Yuka Shino (ep. 1×27) (ed. giapponese), Sabrina Bonfitto (ed. italiana)
La dispettosa e pestifera sorella minore di Doremì, nella prima metà della serie frequenta l'asilo. È più responsabile e studiosa di Doremì, così come più portata per la magia. Suona la tromba e il piano. Scopre i poteri della sorella nella prima stagione, diventando così anche lei un'apprendista. Alla fine, però, sacrifica il suo Cristallo Fatato, simbolo del potere di una strega, per svegliare Lullaby da un sonno lungo cento anni. Nella seconda stagione torna ad essere un'apprendista e alcune volte aiuta le altre ad occuparsi di Hanna. Tuttavia alla fine di tutto, nella quarta stagione, dopo una lunga riflessione, rinuncia per sempre a diventare una strega per non perdere e continuare la sua vita nel mondo umano. La sua fatina è Biba, il suo colore è il rosso e il suo Cristallo Fatato è un quadrifoglio rosso.
- Presentazione: "Magi-Magia Bibì!" (「プリティーウィッチぽっぷっち！」? "Pretty Witch Pop-cchi!")
- Incantesimo: "Magia della Musica, diffondi la Vivacità!" (「ピピットプリット プリタンペペルト！」? "Pipitto Puritto Puritan Peperuto!")
- Cerchio Magico [ep. 2×19; 4×51]: "Magia della Musica, ora risplenda!" (「ピピットプリット ほがらかに！」? "Pipitto Puritto Hogaraka Ni!")

Hanna (ハナちゃん?, Hana-chan, Hana)
Doppiata da: Ikue Ōtani (ed. giapponese), Sabrina Bonfitto (st. 2-3) / Jolanda Granato (st. 4) (ed. italiana)
La neonata, figlia della Regina delle Streghe, nata da una rosa dai petali blu nella seconda stagione, viene affidata alle cure di Doremì e delle altre apprendiste perché hanno assistito alla sua nascita e la piccola ha scambiato Doremì per la sua mamma. Nella terza stagione, la precedente Regina delle Streghe la maledice, facendole odiare le verdure, cruciali per la sua salute e lo sviluppo dei poteri. Nella quarta stagione, si trasforma in una ragazzina di 11 anni (ritornando neonata ad ogni luna nuova) per frequentare la stessa scuola di Doremì; poiché nella trasformazione ha rotto i suoi Cristalli, diventa un'apprendista e deve superare gli esami per riappropriarsi del titolo di strega. Sulla Terra utilizza il nome fittizio di Hanna Makihatayama (巻機山 花?, Makihatayama Hana). È vivace, infantile e usa la magia ogni volta che vuole, causando non pochi problemi. Alla fine della serie, torna nel Mondo delle Streghe con Eufonia e le fatine. Il suo strumento è la fisarmonica. La sua fatina è Toto, il suo colore è il bianco e il suo Cristallo Fatato ha la forma di una sfera bianca (fusione dei Cristalli Fatati di Doremì, Melody, Sinfony, Lullaby, Mindy e Bibì). In Ojamajo Doremi 16 scopre di avere una sorella gemella Yume, che è cresciuta sulla Terra (una legge infatti stabilisce che delle sorelle gemelle nate dalla Rosa Blu solo la prima può vantare diritti al trono, mentre la seconda viene cresciuta sulla Terra per evitare che il regno si divida parteggiando per l'una o per l'altra e può salire al trono solo in caso di morte o abdicazione della sorella maggiore).
- Presentazione: "Magi-Magia Hanna!" (「プリティーウィッチハナちゃんっち！」? "Pretty Witch Hana-chan-cchi!")
- Incantesimo: "Magia della Musica, diffondi la Generosità!" (「ポロリンピュアリン ハナハナ・ピ！」? "Pororin Pyuarin Hana Hana Pi!")

## Mondo delle Streghe
Eufonia / Raganella (マジョリカ?, Majo Rika, Majo-Rika)
Doppiata da: Naomi Nagasawa (ed. giapponese), Patrizia Scianca (ed. italiana)
La scorbutica e irascibile strega proprietaria del negozio di articoli magici MAHO sulla Terra, si trasforma in una ranocchia parlante quando Doremì le urla che è una strega. Così facendo, la bambina diventa la sua apprendista, in modo che, una volta conseguito il titolo di strega, possa riportarla alle sembianze originali. Alla fine, torna nel Mondo delle Streghe con Hanna e le fatine. Quando è una ranocchia, invece della scopa volante usa una paletta. Prima di diventare un'apprendista, Bibì pensava che fosse un pupazzo e la chiamava Spumella. Il suo Cristallo Fatato è una sfera lilla. Si affeziona molto alle sue apprendiste, mettendo a volte da parte il suo brutto carattere. In Ojamajo Doremi 16, si scopre che lei e Malissa sono sorelle gemelle separate alla nascita.
Lalà (ララ?, Rara)
Doppiata da: Megumi Takamura (ed. giapponese), Elisabetta Spinelli (ed. italiana)
La fata di Raganella, è perfettamente cresciuta e per questo parla. Matura e amichevole, è sempre disposta a dare una mano. Può trasformarsi in gatto bianco.
Dodò (ドド?), Mimì (レレ? Rere), Fifì (ミミ? Mimi), Biba (ファファ? Fafa), Lulù (ロロ? Roro), Nenè (ニニ? Nini) & Toto (トト?)
Doppiate da: Yuka Tokumitsu (Dodo), Jun Mizuki (Rere), Yūko Saitō (Mimi), Sawa Ishige (Fafa), Rumi Shishido (Roro), Nami Miyahara (Nini) e Ikue Ōtani (Toto) (ed. giapponese), Marcella Silvestri (Dodò), Giovanna Papandrea (Mimì), Serena Clerici (Fifì), Sabrina Bonfitto (Biba), Emanuela Pacotto (Lulù), Federica Valenti (Nenè) e Jolanda Granato (Toto) (ed. italiana)
Sono le fatine di Doremì, Melody, Sinfony, Bibì, Lullaby, Mindy e Hanna, ricevute dopo il superamento dell'esame di nono livello. Essendo ancora piccole, sono solo in grado di dire i loro nomi. Hanno la personalità simile alle loro proprietarie e possono prendere il loro aspetto. Possono anche entrare nel libro per cercare delle ricette per Hanna, durante il quale assumono una forma più matura.
Regina delle Streghe (魔女界の女王様?, Majo-kai no Joō-sama)
Doppiata da: Yuka Imai (ed. giapponese), Loredana Nicosia (ed. italiana)
La Regina del Mondo delle Streghe, è una donna gentile e bonaria. Nasconde il suo viso dietro un velo. Soltanto alla fine dell'ultima stagione, si scopre che si tratta della dottoressa Yuki, insegnante di educazione sanitaria e igiene della scuola. Non si sa quale si il suo vero nome.
Majo-Lin (マジョリン?, Majo Rin)
Doppiata da: Reiko Kiuchi (ed. giapponese), Dania Cericola (ed. italiana)
È l'attendente della Regina e guida la sua carrozza.
Mota (モタ?, Mota) & Motamota (モタモタ?, Motamota)
Doppiate da: Yūko Kawasaki e YOKO (ed. giapponese), Tullia Piredda e Giuliana Nanni (ed. italiana)
Sono le streghe sorelle che si occupano degli esami delle apprendiste.
Dela (デラ?, Dera)
Doppiata da: Chihiro Sakurai (ed. giapponese), Renata Bertolas (ed. italiana)
La strega che si occupa dei rifornimenti dei negozi di articoli magici, spesso svolge anche delle consegne e avverte le apprendiste delle date degli esami. Il suo arrivo è annunciato da una canzone.
Malissa (マジョルカ?, Majo Ruka, Majo-Ruka)
Doppiata da: Mayumi Shō (ed. giapponese), Rosalba Bongiovanni (ed. italiana)
La rivale di Eufonia, compare per la prima volta quando Eufonia perde il Maho in una partita contro Dela, che poi le vende il negozio. Quando Eufonia si riprende il negozio, Malissa se ne va su una spiaggia, dove Lullaby scopre che è una strega e la fa diventare una ranocchia. Alla fine ritorna alla sua forma originale. In Doremì 16 si scopre che lei e Raganella sono sorelle gemelle separate alla nascita.
Piccolina (へへ?, Hehe, Hehe)
Doppiata da: Hiroko Konishi (ed. giapponese), Cristiana Rossi (ed. italiana)
La fata di Malissa che, al contrario di Lalà, è pigra e menefreghista.
Maia (マジョハート?, Majo Hāto, Majo-Heart)
Doppiata da: Fumie Hōjō (ed. giapponese), Caterina Rochira (ed. italiana)
È la dottoressa che si occupa degli esami pediatrici. All'inizio disprezza Doremì e le sue amiche perché ritiene che delle umane non siano adatte a crescere la piccola Hanna. È la seconda madre adottiva di Majo-Ran, che ama molto.
Eufemia (マジョリリカ?, Majo Ririka, Majo-Ririka)
Doppiata da: Kikuko Inoue (ed. giapponese), ? (ed. italiana)
È la tata che ha cresciuto Raganella. Gestisce un grande giardino di erbe curative magiche. È piuttosto sbadata.
Majo-Don (マジョドン?, Majo Don)
Doppiata da: Ayumi Takatani (ed. giapponese), Graziella Porta (st. 2) / Cinzia Massironi (ep. 3×01) / Patrizia Salmoiraghi (st. 3-4) (ed. italiana)
È il capo delle streghe piazziste. Odia gli umani perché uno le ha spezzato il cuore quando era giovane.
Majo-Miller (マジョミラー?, Majo Mirā)
Doppiata da: Mayumi Shō (ed. giapponese), ? (ed. italiana)
È la strega che si occupa dell'asilo nonché una delle esaminatrici di Doremì e le altre. Punisce Alexander quando non lavora ed è molto attenta alle regole.
Majo-Sullivan (マジョサリバン?, Majo Sariban)
Doppiata da: U-ko Tachibana (ed. giapponese), Rosalba Bongiovanni (ed. italiana)
A capo delle dodici streghe anziane, è una delle esaminatrici di Doremì e amiche nella terza stagione.
Majo-Prima (マジョプリマ?, Majo Purima)
Doppiata da: Rika Fukami (ed. giapponese), Mariagrazia Errigo (ed. italiana)
Una famosa attrice nel Mondo delle Streghe, è una delle esaminatrici di Doremì e amiche nella terza stagione. Ha una bassa pressione sanguigna e non mangia quasi nulla.
Majo-Sloan (マジョスローン?, Majo Surōn)
Doppiata da: Hisako Kyōda (ed. giapponese), ? (ed. italiana)
Una delle esaminatrici di Doremì e delle altre nell'esame di pasticceria, era un'avventuriera da giovane e ora dirige il museo.
Majo-Leed (マジョリード?, Majo Rīdo)
Doppiata da: Mayumi Asano (ed. giapponese), Donatella Fanfani (ed. italiana)
Fondatrice e sindaco del villaggio delle ranocchie, è una delle esaminatrici di Doremì e amiche nella terza stagione. È in realtà una ranocchia magica.
Majo-Monroe (マジョモンロー?, Majo Monrō)
Doppiata da: Ikue Ōtani (ed. giapponese), Rosalba Bongiovanni (ed. italiana)
La strega alla quale Mindy era affezionata, gestiva una pasticceria a New York prima di morire. Il suo cristallo fatato era a forma di stella.
Majo-Vanilla (マジョバニラ?, Majo Banira)
Doppiata da: Yōko Matsuoka (ed. giapponese), Donatella Fanfani (ed. italiana)
La pasticcera più esperta del Mondo delle Streghe, è una delle esaminatrici di Doremì e amiche nella terza stagione. È identica a Majo-Monroe perché sono nate dallo stesso ramo di rosa.
Majo-Pi (マジョピー?, Majo Pī) & Majo-Pon (マジョポン?, Majo Pon)
Doppiate da: Yukiko Hanioka e Yumi Takayo (ed. giapponese), ? e Jenny De Cesarei (ed. italiana)
Sono due infermiere gemelle che lavorano con Maia e in seguito all'asilo.
Majo-Roxanne (マジョロクサーヌ?, Majo Rokusānu)
Doppiata da: Tamie Kubota (ed. giapponese), Elda Olivieri (ed. italiana)
È una delle esaminatrici di Doremì e amiche nella terza stagione. In passato è stata cuoca personale dell'ex Regina e custodisce il libro di ricette, dato poi alle apprendiste per la salute di Hanna.
Majo-Cross (マジョクロス?, Majo Kurosu)
Doppiata da: Keiko Kōmyōji (ed. giapponese), Monica Bonetto (ed. italiana)
È una delle streghe più anziane del Mondo delle Streghe, molto difficile da accontentare, è lei che insegna a Doremi e amiche a gestire il telaio.
Majo-Ran (マジョラン?, Majo Ran)
Doppiata da: Romi Park (ed. giapponese), Sonia Mazza (ed. italiana)
È la figlia adottiva di Maia, essendole stata affidata durante l'infanzia. È una delle poche streghe che vorrebbero che il Mondo delle Streghe e la Terra tornassero collegati. Per essersi introdotta con la forza nel castello ed aver espresso dubbi circa la condotta della Regina per la questione dei rapporti tra il Regno delle Streghe e quello degli Umani, viene esiliata sulla Terra.
Majo-Avenir (マジョアヴェニエール?, Majo Aveniēru) / Mirai Sakura (佐倉 未来?, Sakura Mirai)
Doppiata da: Tomoyo Harada (ed. giapponese), Donatella Fanfani (ed. italiana)
Vive sulla Terra e ha proibito a se stessa di usare la magia. Non indossa mai vestiti neri, lavora il vetro ed è la sorella minore della Regina delle Streghe. Nelle light novel si scopre che è la custode di Yume, la gemella di Hanna.
Ex-regina Majo-Tourbillon (マジョトゥルビヨン女王?, Majo Turubiyon Joō)
Doppiata da: Mika Doi (ed. giapponese), Elisabetta Cesone (st. 2) / Patrizia Salmoiraghi (st. 3-4) (ed. italiana)
L'ex Regina delle Streghe, ha sposato un umano. Dopo la morte del marito George Beineix e del figlio Anri, e l'abbandono dei nipoti, ha scagliato l'anatema che trasforma le streghe scoperte dagli umani in ranocchie e si è esiliata nella Foresta Pietrificata, cadendo in un sonno profondo, con il suo giaciglio circondato da sei rovi (uno per ogni nipote) e una proiezione della sua immagine che terrorizza chiunque si avventuri nella foresta. Durante la quarta stagione le apprendiste realizzeranno degli oggetti ispirati ai doni fatti o ricevuti da Tourbillon per ricordarle l'amore dei nipoti, facendo scomparire un rovo per ogni dono e permettendole di risvegliarsi. In Ojamajo Doremi 16 si scopre che alla sua abdicazione è salita al trono la sorella gemella Majo Vague.
Baba (ババ?, Baba)
Doppiata da: Romi Park (ed. giapponese), Anna Bonel (ed. italiana)
È la fatina di Majo-Tourbillon. Può trasformarsi in un gatto rosso e ama la Oy-Cola. All'inizio non vuole che le apprendiste sveglino la sua padrona per paura che, di nuovo in vita, ricominci a soffrire, ma alla fine si convince che è meglio che la strega superi il suo dolore.
Pao (パオ?, Pao)
Doppiata da: Mika Kanai (ed. giapponese), Laura Brambilla (ed. italiana)
È una misteriosa elefantina bianca che può volare, con la quale Hanna fa amicizia nella quarta stagione. Ha una fisarmonica appesa al collo, che quando Hanna la suona, Pao è in grado di aspirare l'oscurità causata dai rovi che intrappolano Majo-Tourbillon. Può creare delle perle dal sedere che hanno un grande valore, ma esso dipende anche da come lei mangia.
Majo-Ume (マジョ梅?, Majo Ume), Majo-Take (マジョ竹?, Majo Take) & Majo-Matsu (マジョ松?, Majo Matsu)
Doppiate da: U-ko Tachibana, Tomo Saeki, Shizuka Okohira (ed. giapponese), ?, ? e Dania Cericola (ed. italiana)
Sono delle streghe ranocchie. Majo-Ume è una vera burlona.
Majo-Carla (マジョカーラ?, Majo Kāra)
Doppiata da: Fumiko Miyashita (ed. giapponese), Loredana Nicosia (ed. italiana)
È la madre adottiva di Majo-Miller, vissuta nella Londra del XIX secolo. Le sue specialità sono le madeleine.
Majo-Parla (マジョパーラー?, Majo Pārā)
Doppiata da: Rieko Nakayama (ed. giapponese), Mariagrazia Errigo (ed. italiana)
È una cuoca, allieva di Majo-Roxanne.
Majo-Toron (マジョトロン?, Majo Toron)
Doppiata da: Yukiji (ed. giapponese), Giusy Di Martino (ed. italiana)
È un'inventrice nel Mondo delle Streghe.
Majo Vague (?)
È la sorella di Majo Tourbillon. Viene nominata solo nelle light novel.

## Maghi
Alexander T. Oyajide (アレクサンドル・Ｔ・オヤジーデ?, Arekusandoru T. Oyajīde)
Doppiato da: Ginzō Matsuo / Nobuaki Kanemitsu (st. 4) (ed. giapponese), Riccardo Rovatti (ed. italiana)
Un famoso ladro nel Regno dei Maghi, quando s'infiltra nel Regno delle Streghe per rubare le Figure Nere, le disperde per sbaglio nel mondo umano. Di conseguenza, è stato trasformato in una rana gialla e sigillato in un computer portatile per punizione. Per espiare, aiuta Doremì e le altre apprendiste a recuperare le Figure Nere. All'inizio della seconda stagione, essendo state recuperate tutte le Figure Nere, torna normale, ma riceve l'incarico dal Conte Ojijide di rapire Hanna. Nella terza stagione, lavora all'asilo. È un fan di Lullaby.
Re dei Maghi (王様?, Ōsama)
Doppiato da: Kyōsei Tsukui (ed. giapponese), Mario Zucca (ed. italiana)
Il Re dei Maghi, è diventato una lucertola dopo che qualcuno ha scoperto la sua identità. Ordina al conte Ojijide di chiedere alla Regina delle Streghe l'aiuto di Hanna per tornare al suo aspetto originario. Alla fine, Hanna lo riporta alle sue sembianze originali e il Regno dei Maghi viene ripristinato, permettendo la rinascita della pianta SimSalaBim, da cui nascono i maghi.
Conte Filippo S. Ojijide (フィリッポ・Ｓ・オジジーデ伯爵?, Firippo S. Ojijīde hakushaku)
Doppiato da: Kenji Nomura (ed. giapponese), Alberto Olivero (1ª voce) / Mario Scarabelli (2ª voce) (ed. italiana)
Un mago di alto livello, interpreta male gli ordini del Re dei Maghi e di conseguenza ordina ad Alexander di rapire Hanna, facendo cominciare la guerra tra maghi e streghe.
Akatsuki (暁?, Akatsuki)
Doppiato da: Tomo Saeki (ed. giapponese), Nicola Bartolini Carrassi (ed. italiana)
Il leader di un gruppo di maghi conosciuti come i FLAT 4, è la controparte di Doremì. È il Principe dei Maghi, cosa sconosciuta anche ai suoi compagni. È innamorato, ricambiato, di Doremì.
Fujio (フジオ?, Fujio)
Doppiato da: Mamiko Noto (ed. giapponese), Patrizio Prata / Paolo Sesana (st. 4) (ed. italiana)
È la controparte di Melody nei FLAT 4. È un ragazzo serio e intelligente, e non sopporta Masaru perché sono entrambi interessati a Melody. Suona la tromba, anche se non molto bene.
Leon (レオン?, Reon)
Doppiato da: Mayumi Yamaguchi (ed. giapponese), Davide Garbolino (ed. italiana)
È la controparte di Sinfony nei FLAT 4. È molto bravo negli sport, ma, da quando Sinfony l'ha battuto a basket, si allena duramente per avere la rivincita. Spesso chiama Sinfony con dei soprannomi, come "bambola" (cosa che l'apprendista strega non sopporta).
Tooru (トオル?, Tooru)
Doppiato da: Kazumi Okushima (ed. giapponese), Simone D'Andrea / ? (st. 4) (ed. italiana)
È la controparte di Lullaby nei FLAT 4 e vuole diventare famoso per impressionarla, anche se non è molto bravo nel canto; tuttavia, ha talento nel ballo.

## Umani
Haruka Harukaze (春風 はるか?, Harukaze Haruka)
Doppiata da: Yuka Shino (ed. giapponese), Anna Maria Tulli (ed. italiana)
È la madre di Doremì e di Bibì. Da giovane voleva diventare una pianista, ma non è riuscita a realizzare il suo sogno a causa di un incidente al braccio. Insegna a Doremì e Bibì a suonare il piano.
Keisuke Harukaze (春風 渓介?, Harukaze Keisuke)
Doppiato da: Yuta Mochizuki (ed. giapponese), Claudio Beccari (ed. italiana)
È il padre di Doremì e di Bibì. Uomo solare e allegro, ama pescare e vuole molto bene alle figlie.
Yusuke Harukaze (春風 雄介?, Harukaze Yūsuke)
Doppiato da: Kazuya Tatekabe (ed. giapponese), ? (ed. italiana)
Il nonno paterno di Doremì, è un artigiano e non va molto d'accordo con il figlio. Abita con la moglie tra le montagne. Appare nel film Doredò Doremì - La montagna del non ritorno.
Riku Harukaze (春風 陸?, Harukaze Riku)
Doppiata da: Seiko Tomoe (ed. giapponese), ? (ed. italiana)
La nonna paterna di Doremì, è brava a fare dolci. Appare nel film Doredò Doremì - La montagna del non ritorno.
Reiko Fujiwara (藤原 麗子?, Fujiwara Reiko)
Doppiata da: Yui Maeda (ed. giapponese), ? (ed. italiana)
È la madre di Melody. Progettista d'interni, ha un carattere melodrammatico e vuole solo il meglio per Melody, ma non capisce che a volte la figlia si sente soffocata dalle sue eccessive attenzioni.
Akira Fujiwara (藤原 明?, Fujiwara Akira)
Doppiato da: Kenji Nomura (ed. giapponese), Giorgio Bonino (ep. 1×02) / Alberto Olivero (ed. italiana)
È il padre di Melody e fa il regista.
Koyuki Ichikawa "Baaya" (市川 小雪 〈ばあや〉?, Ichikawa Koyuki "Baaya")
Doppiata da: Yūko Saitō / Romi Park (da giovane) (ed. giapponese), Grazia Migneco / ? (da giovane) (ed. italiana)
È la domestica dei Fujiwara e tata di Melody, a cui vuole molto bene.
Koji Senoo (妹尾 幸治?, Senō Kōji)
Doppiato da: Kyōsei Tsukui (ed. giapponese), Paolo Sesana (ed. italiana)
È il padre di Sinfony e lavora come tassista. Le sue freddure vengono apprezzate solo da Melody.
Atsuko Okamura (岡村 あつ子?, Okamura Atsuko)
Doppiata da: Tomoko Hiratsuji (ed. giapponese), Cinzia Massironi (ed. italiana)
È la madre di Sinfony e si occupa degli anziani in un ospedale di Osaka. I suoi genitori erano contrari al matrimonio tra lei e Koji; la coppia ha in seguito divorziato, rimettendosi insieme più avanti. Nel periodo in cui vive ad Osaka abita con il fratello maggiore, di cui non si sa il nome.
Soichi Okamura (岡村 惣一?, Okamura Sōichi)
Doppiato da: Kōsei Yagi (ed. giapponese), Tony Fuochi (ed. italiana)
È il nonno materno di Sinfony, contrario al matrimonio della figlia; i due faranno pace negli ultimi episodi dalla quarta stagione.
Miho Segawa (瀬川 美保?, Segawa Miho)
Doppiata da: Mari Adachi (ed. giapponese), Daniela Fava (ed. italiana)
È la madre di Lullaby. Un tempo cantante e attrice nota con il nome d'arte di Clara Sakurai, ha smesso in seguito a un trauma e ora fa da manager alla figlia, che ha seguito le sue orme.
Tsuyoshi Segawa (瀬川 剛?, Segawa Tsuyoshi)
Doppiato da: Norihiro Yamaga (ed. giapponese), Marco Balzarotti (ed. italiana)
È il padre di Lullaby e fa il macchinista ferroviario. A causa del suo lavoro, è sempre lontano da casa.
Minori Asuka (飛鳥 みのり?, Asuka Minori)
Doppiata da: Miya Hanaki (1ª voce) / Fumiko Miyashita (2ª voce) (ed. giapponese), ? (ed. italiana)
È la madre di Mindy e fa la fotografa.
Kenzo Asuka (飛鳥 健三?, Asuka Kenzō)
Doppiato da: Hiroaki Hirata (ed. giapponese), Lorenzo Scattorin (ed. italiana)
È il padre di Mindy e fa l'architetto.
Signorina Seki (関先生?, Seki-sensei)
Doppiata da: Nanaho Katsuragi (ed. giapponese), Marina Thovez (ed. italiana)
È l'insegnante della classe di Doremì. Adora i suoi alunni, anche se li punisce molto bruscamente quando non fanno i compiti, e va in giro in moto. Vive una relazione a distanza dal momento che il suo fidanzato lavora negli Stati Uniti.
Signorina Yuki (ゆき先生?, Yuki-sensei)
Doppiata da: Yuka Imai (ed. giapponese), Lorella De Luca / Loredana Nicosia (ep. 4×50-51) (ed. italiana)
L'infermiera della scuola, fa anche da psicologa ai bambini, che le raccontano i loro problemi e in lei cercano un aiuto per risolverli. È molto amica di Seki. Alla fine della quarta stagione si scopre che è la Regina delle Streghe.
Signorina Yuka Nishizawa (西沢 ゆうか先生?, Nishizawa Yūka-sensei)
Doppiata da: Yuka Tokumitsu (ed. giapponese), Giusy Di Martino (ed. italiana)
È l'insegnante di Melody, Sinfony e Lullaby nella terza e quarta stagione. È molto giovane e a volte si comporta in modo infantile, cosa che a Seki non garba molto.
Kimitaka (公敬?, Kimitaka)
Doppiato da: Junko Takeuchi (ed. giapponese), Dania Cericola (ed. italiana)
Amico e compagno d'asilo di Bibì. È segretamente innamorato di Bibì, nonostante le faccia i dispetti.

### Compagni di scuola
Tetsuya Kotake (小竹 哲也?, Kotake Tetsuya)
Doppiato da: Kumiko Yokote (ed. giapponese), Monica Bonetto / Benedetta Ponticelli (OAV) (ed. italiana)
Amico d'infanzia di Doremì, la prende spesso in giro, anche se in realtà ha una cotta per lei, che confessa nell'ultimo episodio.
Reika Tamaki (玉木 麗香?, Tamaki Reika)
Doppiata da: Ai Nagano (ed. giapponese), Loredana Foresta (st. 1, 2, 4, OAV) / ? (st. 3) (ed. italiana)
È una ragazza ricca molto snob e brava a scuola, spesso in conflitto con Doremì e le altre. Diventa amica di Mindy, l'unica in grado di capirla. Ha una cugina di nome Erika, sua copia in miniatura per modi di essere e di fare. In realtà Reika è molto insicura e per questo cerca di primeggiare continuamente su tutti, ma Doremi e i suoi amici cercano di reprimere questi comportamenti.
Masaru Yada (矢田 まさる?, Yada Masaru)
Doppiato da: Nami Miyahara (ed. giapponese), Patrizia Mottola (ed. italiana)
Calmo, enigmatico e poco socievole, suona la tromba. È amico d'infanzia di Melody, l'unica che lo capisca veramente e per la quale prova dei sentimenti. Ha paura dei fantasmi proprio come lei.
Toyokazu Sugiyama (杉山 豊和?, Sugiyama Toyokazu)
Doppiato da: Reiko Kiuchi (ed. giapponese), Maura Marenghi (ed. italiana)
Ama fare scherzi. È un membro del trio SOS nelle prime due stagioni e dei Toyoken nelle altre due.
Yutaka Ota (太田 ゆたか?, Ōta Yutaka)
Doppiato da: Noriko Fujita (ed. giapponese), ? (ed. italiana)
Membro del trio SOS, quando è da solo è più serio.
Yuji Sagawa (佐川 ゆうじ?, Sagawa Yūji)
Doppiato da: Reiko Fujita / Umi Tenjin (ep. 3×01-11) (ed. giapponese), Jenny De Cesarei (st. 1-2) / ? (st. 3+) (ed. italiana)
Membro del trio SOS, è basso e per questo ha un complesso di inferiorità nei confronti di Naomi, che invece è molto alta.
Kaori Shimakura (島倉 かおり?, Shimakura Kaori)
Doppiata da: Shihomi Mizowaki (ed. giapponese), Laura Brambilla (ed. italiana)
Reporter del giornale della scuola che porta occhiali e una macchina fotografica sempre con sé, è amica di Reika. Ama fare foto agli altri studenti perché si sente a disagio per il suo aspetto e spera di mascherare così la sua insicurezza. Supera questa negatività con l'aiuto di Doremì e di Reika.
Nobuko Yokokawa (横川 信子?, Yokokawa Nobuko)
Doppiata da: Kyōko Dōnowaki (ed. giapponese), Cinzia Massironi (ed. italiana)
Amica di Sinfony, scrive storie in cui l'amica è sempre protagonista insieme al suo alter ego, il detective Tatekawa. Inventa un sacco di bugie.
Shiori Nakayama (中山 しおり?, Nakayama Shiori)
Doppiata da: Yumi Takayo (ed. giapponese), Federica Valenti (st. 1-2) / ? (st. 3+) (ed. italiana)
Spesso malata, suo padre fa l'insegnante. Nella quarta stagione viene operata al cuore. Sua madre è morta e odia il giorno della mamma perché non riesce a ricordare il volto della sua.
Naomi Okuyama (奥山 なおみ?, Okuyama Naomi)
Doppiata da: Miwa Matsumoto (ed. giapponese), Giusy Di Martino (ed. italiana)
Una ragazza atletica e permalosa, in quanto viene presa in giro dai ragazzi perché molto alta. Ha una cotta per Yuji Sagawa del trio SOS.
Masaharu Miyamoto (宮本 まさはる?, Miyamoto Masaharu)
Doppiato da: Haruna Katō / Makoto Tsumura (OAV) (ed. giapponese), Daniela Fava / Sonia Mazza (OAV) (ed. italiana)
Un ragazzo intelligente, è timido ma, spinto da Doremì e dalle altre ragazze, si candida come rappresentante di classe e vince. Ha una cotta per Sachiko.
Takao Kimura (木村 たかお?, Kimura Takao)
Doppiato da: Michiru Yamazaki (ed. giapponese), Cinzia Massironi (ed. italiana)
Amico di Tetsuya, diventa il fidanzato di Marina. Prende spesso di mira Ryota.
Marina Koizumi (小泉 まりな?, Koizumi Marina)
Doppiata da: Oma Ichimura (ed. giapponese), Laura Brambilla (ed. italiana)
Una ragazza timida, ha una cotta per Takao e ama i fiori.
Kanae Iida (飯田 かなえ?, Iida Kanae)
Doppiata da: Ayaka Kakutani (st. 1-2) / Haruna Katō (st. 3+) (ed. giapponese), Serena Menegon (ed. italiana)
È una ragazza cicciottella i cui genitori gestiscono un ristorante di bistecche.
Masato Rinno (林野 まさと?, Rinno Masato)
Doppiato da: Junko Takeuchi (ed. giapponese), Renata Bertolas (ed. italiana)
Figlio di un dottore, è arrogante. Nel corso della serie, migliora il suo carattere. Sa parlare perfettamente l'inglese.
Miho Maruyama (丸山 みほ?, Maruyama Miho)
Doppiata da: Oma Ichimura (ed. giapponese), Tosawi Piovani (ed. italiana)
Compare dalla terza stagione. Disegna manga basati sulle storie di Nobuko.
Kayoko Nagato (長門 かよこ?, Nagato Kayoko)
Doppiata da: Fūko Misaki (ed. giapponese), Patrizia Scianca (ed. italiana)
È una ragazza piagnucolona e pessimista che ha paura di andare a scuola perché è stata oggetto di bullismo in varie occasioni. Conoscerà Doremì, che le sarà molto amica e la aiuterà nel suo problema.
Jun Sato (佐藤 じゅん?, Satō Jun)
Doppiato da: Naozumi Takahashi (ed. giapponese), Jenny De Cesarei (ed. italiana)
Diventa il nuovo membro del trio SOS dalla terza stagione.
Kenji Ogura (小倉 けんじ?, Ogura Kenji)
Doppiato da: Tomo Saeki (ed. giapponese), Tosawi Piovani (ed. italiana)
Affascinante e atletico, forma un duo comico con Sugiyama.
Takeshi Hasebe (長谷部 たけし?, Hasebe Takeshi)
Doppiato da: Mayumi Yamaguchi (ed. giapponese), Renata Bertolas (ed. italiana)
Compare nella terza stagione. Inizialmente nemico di Yada, in seguito diventano amici. È amico di Mutsumi. Suo padre è morto, mentre la madre gestisce un piccolo ristorante di cucina giapponese. È in classe con Doremì e Mindy e pratica il kendō.
Mutsumi Kudo (工藤 むつみ?, Kudō Mutsumi)
Doppiata da: Chizuru Matsuyuki (ed. giapponese), Giusy Di Martino / Dania Cericola (st. 3-4) (ed. italiana)
Vecchia amica di Hasebe, ama il wrestling.
Nobuaki Yamauchi (山内 信秋?, Yamauchi Nobuaki)
Doppiato da: Yōji Ietomi (ed. giapponese), Patrizio Prata (ed. italiana)
I suoi genitori hanno un tempio buddista. Vecchio amico di Natsumi nonostante tra le loro famiglie non corra buon sangue, all'inizio non ricambia i sentimenti della ragazza, ma poi s'innamora di lei. Ha l'abitudine di organizzare gare di coraggio per i suoi compagni di classe, prima raccontando storie dell'orrore e poi sfidandoli ad attraversare il cimitero.
Natsumi Sato (佐藤 なつみ?, Satō Natsumi)
Doppiata da: Reiko Kiuchi (ed. giapponese), Francesca Bielli (ed. italiana)
Figlia di una famiglia che gestisce una chiesa cattolica, è amica di Nobuaki, anche se le loro famiglie sono in conflitto. Ha una cotta per Nobuaki.
Nanako Okada (岡田 ななこ?, Okada Nanako)
Doppiata da: Sahori Kajikawa (st. 1-2) / Mamiko Noto (st. 3+) (ed. giapponese), ? (ed. italiana)
Da quando il suo cane è morto investito da una macchina, non riesce a occuparsi degli animaletti della scuola. Melody l'aiuta a superare il trauma.
Shino Hanada (花田 志乃?, Hanada Shino)
Doppiata da: Chigusa Ikeda (ed. giapponese), Federica Valenti (ed. italiana)
È una ragazza cresciuta all'estero, e per questo a volte è sorpresa dalla cultura giapponese. Viene dalla Mongolia.
Shota Taniyama (谷山 将太?, Taniyama Shōta)
Doppiato da: Miwa Matsumoto (ed. giapponese), Renata Bertolas (ed. italiana)
Ama giocare a shōgi, anche se suo padre, per non essere riuscito a partecipare a un torneo anni prima, odia il gioco. Shota, però, riesce a far amare di nuovo lo shogi al padre.
Itoko Hamada (浜田 いとこ?, Hamada Itoko)
Doppiata da: Kaoru Shiomi (ed. giapponese), Laura Brambilla (ed. italiana)
Terza figlia di sei, è molto brava con i bambini.
Ryota Hayashi (林 りょうた?, Hayashi Ryōta)
Doppiato da: Jun Mizuki (ed. giapponese), Patrizia Mottola (ed. italiana)
Adora i mostri, perciò viene preso in giro dagli amici e rimbrottato da Seki, poiché la sua passione lo distrae anche quando è a scuola.
Maki Higuchi (樋口 まき?, Higuchi Maki)
Doppiata da: Nao Kōyama (ed. giapponese), Alessandra Karpoff (ed. italiana)
È una ragazza che ama andare sui pattini a rotelle e sostiene suo fratello.
Kota Amano (天野 こうた?, Amano Kōta)
Doppiato da: Tomo Saeki (ed. giapponese), Serena Menegon (ed. italiana)
È un ragazzo fan dei Battle Rangers.
Michiaki Watabe (渡部 みちあき?, Watabe Michiaki)
Doppiato da Takeshi Yamazaki (ed. giapponese), Luca Bottale (ed. italiana)
Si diletta d'illusionismo e magia ed è molto bravo.
Goji Nakata (中田 ごうじ?, Nakata Gōji)
Doppiato da: Michio Miyashita (ed. giapponese), Federica Valenti (ed. italiana)
Un genio del computer, è un fan di Lullaby e ha una cotta per lei.
Susumu Yanagida (柳田 すすむ?, Yanagida Susumu)
Doppiato da: Sonomi Hoshino (ed. giapponese), Dania Cericola (ed. italiana)
È un ragazzo cicciottello che ama mangiare il pane fritto.
Sora Miyamae (宮前 空?, Miyamae Sora)
Doppiato da: Mamiko Noto (ed. giapponese), Daniela Fava (ed. italiana)
Compare nella terza stagione. Ha costruito un aereo che funziona a energia umana di nome Stay Gold, ispirandosi al libro che porta lo stesso nome.
Koji Ito (伊藤 こうじ?, Itō Kōji)
Doppiato da: Umi Tenjin (ep. 3×04-14) / Reiko Fujita (ep. 3×35+) (ed. giapponese), Renata Bertolas (ed. italiana)
Compare nella terza stagione ed è in classe con Doremì e Mindy. È un buon amico di Tetsuya e gioca a calcio.
Dai Morikawa (森川 だい?, Morikawa Dai)
Doppiato da: Kyōko Dōnowaki (ed. giapponese), Daniela Fava (ed. italiana)
Compare nella terza stagione. Un ragazzo che ama le biciclette, aiuta Hiroko a superare il suo trauma.
Hiroko Kine (木根 ひろこ?, Kine Hiroko)
Doppiata da: Ryōko Nagata (ed. giapponese), Deborah Morese (ed. italiana)
Compare nella terza stagione. Una ragazza con un forte senso di giustizia, in seguito diventa buona amica di Dai Morikawa. Ha paura delle biciclette a causa di un incidente stradale.
Ichiro Hirano (平野 いちろう?, Hirano Ichirō)
Doppiato da: Sonomi Hoshino (ed. giapponese), Patrizio Prata (ed. italiana)
Compare nella terza stagione ed è in classe con Doremì e Mindy. Ha una sorella più piccola, Karin, della quale si prende cura. Gioca a calcio.
Kotaro Okajima (岡島 小太郎?, Okajima Kotarō)
Doppiato da: Miwa Matsumoto (ed. giapponese), Tosawi Piovani (ed. italiana)
Pratica il kendō e la sua famiglia gestisce un dōjō.
Masayoshi Nakajima (中島 正義?, Nakajima Masayoshi)
Doppiato da: Michiru Yamazaki (ed. giapponese), Dania Cericola (ed. italiana)
Figlio di un poliziotto, è scappato di casa più volte, anche se rispetta suo padre.
Hajime Kikuchi (菊池 はじめ?, Kikuchi Hajime)
Doppiato da: Umi Tenjin (ed. giapponese), Patrizia Salmoiraghi (ed. italiana)
Compare nella terza stagione. Ama le ferrovie e pensa molto al suo futuro.
Takuro Hagiwara (萩原 たくろう?, Hagiwara Takurō)
Doppiato da: Naozumi Takahashi (ed. giapponese), Massimo Di Benedetto (ed. italiana)
Compare nella terza stagione. Suona la chitarra elettrica e suo padre era un tempo la famosa rockstar del gruppo di nome Evergreen. Tiene pose da celebrità e non capisce perché suo padre abbia abbandonato la musica per diventare un uomo d'affari.
Junji Manda (万田 じゅんじ?, Manda Junji)
Doppiato da: Akemi Okamura (ed. giapponese), Jenny De Cesarei (ed. italiana)
Compare nella terza stagione. È il fratello gemello di Yoko.
Yoko Manda (万田 ようこ?, Manda Yōko)
Doppiata da: Akemi Okamura (giapponese), Stella Bevilacqua (italiano).
La sorella gemella di Junji, è un maschiaccio.
Sachiko Ijuuin (伊集院 さちこ?, Ijūin Sachiko)
Doppiata da: Mamiko Noto (ed. giapponese), Deborah Morese (ed. italiana)
Studentessa modello, i suoi genitori sono insegnanti e per questo cerca sempre di essere una brava bambina. Vorrebbe che i suoi genitori avessero più tempo libero da dedicarle. Masaharu ha una cotta per lei.
Noriko Kano (加納 のり子?, Kanō Noriko)
Doppiata da: Nao Kōyama (st. 3-4) / Oma Ichimura (OAV) (ed. giapponese), ? (ed. italiana)
È una ragazza sobria e semplice.
Yuko Koyama (小山 ゆうこ?, Koyama Yūko)
Doppiata da: Kumiko Yokote (ed. giapponese), Laura Brambilla (ed. italiana)
Fa volontariato e conosce il linguaggio dei segni.
Aya Matsushita (松下 あや?, Matsushita Aya)
Doppiata da: Yumi Takayo (st. 3) / Miwa Matsumoto (st. 4) (ed. giapponese), Sabrina Bonfitto (st. 3) / Jenny De Cesarei (st. 4) (ed. italiana)
I suoi genitori hanno un ristorante di sushi.
Yukari Umeno (梅野 ゆかり?, Umeno Yukari)
Doppiata da: Umi Tenjin (ed. giapponese), Elisabetta Spinelli (st. 3) / Laura Brambilla (st. 4) (ed. italiana)
La sua famiglia possiede un bagno pubblico.
Mint Wada (和田 みんと?, Wada Minto)
Doppiata da: Yukiko Hanioka (ed. giapponese), ? (ed. italiana)
Compare nella terza stagione ed è in classe con Sinfony, Melody e Lullaby. Molto femminile e vanitosa, va bene a scuola e non va d'accordo con Sinfony.
Keiko Yamamoto (山本 けいこ?, Yamamoto Keiko)
Doppiata da: Jun Mizuki (ed. giapponese), Tosawi Piovani (ed. italiana)
Molto seria, è la bibliotecaria. Grazie ad Hanna, diventa più allegra.
Manabu Takagi (高木 まなぶ?, Takagi Manabu)
Doppiato da: Takayuki Yamaguchi (ed. giapponese), Massimo Di Benedetto (ed. italiana)
È un ragazzo alto che fa parte del club scolastico di baseball. È un fan di Lullaby.
Kenta Iizuka (飯塚 けんた?, Iizuka Kenta)
Doppiato da: Yukiko Tamaki (ed. giapponese), Tosawi Piovani (ed. italiana)
Per diventare più sicuro di sé, decide di scalare il monte Fuji in bicicletta.
Kazuya Yoshida (吉田 かずや?, Yoshida Kazuya)
Doppiato da: Kōki Miyata (ed. giapponese), Cinzia Massironi (ed. italiana)
Alla ricerca di attenzioni, suo padre ha un negozio di taiyaki.

### Altri personaggi
Preside (校長先生?, Kōchō-sensei)
Doppiato da: Nobuaki Kanemitsu (ed. giapponese), Roberto Colombo (ed. italiana)
Il preside della scuola di Doremì e amiche, è un uomo pacifico e calmo. Si arrabbia moltissimo con il vice-preside Akahori, colpevole del suo carattere molto brusco e del suo cattivo comportamentaccio da bullo del tutto inappropriato.
Vice-preside Akahori (赤堀教頭?, Akahori-kyōtō)
Doppiato da: Yoshihiko Akaida (ed. giapponese), Gianfranco Gamba (ed. italiana)
Il vice-preside della scuola, è un uomo molto brusco che viene spesso rimbrottato dagli alunni capitanati da Doremi e le sue amiche che, arrabbiatissimi, lo colpevolizzano del suo comportamentaccio del tutto inappropriato e cattivo, ma viene selvaggiamente picchiato e cacciato dal preside che lo sospende per 15 oppure 20 giorni, altrimenti lo espelle e lo licenzia dalla scuola per sempre.
Signorina Kanako (かなこ先生?, Kanako-sensei)
Doppiata da: Kanako Tobimatsu (ed. giapponese), Valentina Arru (ed. italiana)
L'insegnante di Bibì all'asilo. È molto buona e gentile.
Sig. Junichi (順一先生?, Jun'ichi-sensei)
Doppiato da: Yōji Ietomi (ed. giapponese), Lorenzo Scattorin (ed. italiana)
Un insegnante nell'asilo di Bibì. Di bell'aspetto, ma imbranato.
Signorina Hinako (ひなこ先生?, Hinako-sensei)
Doppiata da: Kanako Tobimatsu (ed. giapponese), ? (ed. italiana)
L'insegnante di Bibì nella terza e quarta stagione.
Erika Tamaki (玉木 えりか?, Tamaki Erika)
Doppiata da: Ai Nagano (ed. giapponese), Valentina Arru (ed. italiana)
La cugina più piccola di Reika, assomiglia a lei. È in classe con Bibì e suona il pianoforte, innescando una rivalità tra le due.
Igarashi (五十嵐?, Igarashi)
Doppiato da: Tomo Saeki (ed. giapponese), ? (ed. italiana)
Ragazzo più grande di cui Doremì s'innamora. Gioca a calcio.
Shuzo Higuchi (樋口 秀三?, Higuchi Shūzō)
Doppiato da: Kazumi Okushima (ed. giapponese), Paolo Torrisi (ed. italiana)
Fratello maggiore di Maki, s'innamora di Doremì per via di un incantesimo di Lullaby, ma tutto si risolve.
Beth (ベス?, Besu), Mary (メアリー?, Mearī) & Sachiko (サチコ?, Sachiko)
Doppiate da: Umi Tenjin, Ai Nagano e Miya Hanaki (ed. giapponese), Dania Cericola / Francesca Bielli (OAV), Tosawi Piovani e Giusy Di Martino (ed. italiana)
Amiche di New York di Mindy. Beth è la migliore amica di Mindy, mentre Mary assomiglia tanto a Reika.
George Beineix (ジョルジュ・ベネックス?, Joruju Benekkusu)
Doppiato da: Kazunari Kojima (ed. giapponese), Lorenzo Scattorin (ed. italiana)
Il marito terrestre di Majo-Tourbillon, pasticciere. Come proposta di matrimonio crea un dolce di lamponi che ribattezza "Tourbillon" in onore della moglie. Muore cadendo dalla montagna dove si era recato per procurarsi i frutti di bosco necessari per la torta.
Henri Beineix (アンリ・ベネックス?, Anri Benekkusu)
Doppiato da: Tomoyoshi Ikeda (ed. giapponese), ? (ed. italiana)
L'unico figlio di Tourbillon e George.
Ingrid Beineix (イングリッド・ベネックス?, Inguriddo Benekkusu), Natasha Beineix (ナタシャ・ベネックス?, Natasha Benekkusu), Marianne Beineix (マリアンヌ・ベネックス?, Mariannu Benekkusu), Laura Beineix (ローラ・ベネックス?, Rōra Benekkusu), Angela Beineix (アンジェラ・ベネックス?, Anjera Benekkusu) & Roy Beineix (ロイ・ベネックス?, Roi Benekkusu)
Doppiati da: Tomoko Ishimura (Ingrid), Asuka Tanii (Natasha), Miwa Matsumoto (Marianne), Yuka Imai (Laura), Ryōka Yuzuki (Angela) e Mika Kanai (Roy da bambino) / Kenji Nomura (Roy da adulto) (ed. giapponese), Stella Bevilacqua (Marianne) e Tosawi Piovani (Laura, Angela) (ed. italiana)
Sono i sei nipoti di Majo-Tourbillon, figli di Henri. Si allontanarono dalla nonna quando si resero conto che lei, come tutte le streghe, rimane sempre giovane. Avvertiti per lettera da Tourbillon sull'imminente morte del padre, Roy, Ingrid e Angela si diressero verso il villaggio, ma per un incidente durante il viaggio arrivarono con settimane di ritardo; Marianne e Laura non si presentarono, la prima per fine gravidanza, la seconda perché la zona dove si era trasferita era in guerra, mentre non è mai stata fornita una spiegazione per l'assenza di Natasha.
Robbie Beineix (ロビー・ベネックス?, Robī Benekkusu)
Doppiato da: Umi Tenjin (ed. giapponese), ? (ed. italiana)
Un discendente di Majo Tourbillon tramite il nipote, Roy Beineix. Per questo, ha l'abilità speciale che gli permette di comunicare con gli animali. Il suo bisnonno aveva il potere di parlare con le piante, mentre il trisavolo poteva fermare il tempo per pochi istanti.
Kenichi Arima "Anrima" (有馬 健一 〈アンリマー〉?, Arima Kenichi "Anrimā")
Doppiato da: Tomo Saeki (ed. giapponese), Davide Garbolino (ed. italiana)
Un amico d'infanzia di Sinfony. Da piccoli si sono scambiati la promessa che un giorno si sarebbero sposati.
Nozomi Waku (和久 のぞみ?, Waku Nozomi)
Doppiata da: Taeko Kawata (ed. giapponese), Sonia Mazza (ed. italiana)
Malata di leucemia, è una nuova amica di Doremì, che l'apprendista strega incontra in ospedale. Compare e, purtroppo, muore nell'episodio 12 della stagione OAV.
Fami (ふぁみ?, Fami)
Doppiata da: Kumiko Watanabe (ed. giapponese), Deborah Morese (ed. italiana)
Una misteriosa ragazza che compare nell'ultimo episodio della stagione OAV, è la nipote di Doremì ed è arrivata dal futuro usando la magia per scoprire se sua nonna era davvero una strega. Ha molte cose in comune con lei, come la passione per le bistecche e la stessa formula magica.